# Cypriconcha alba
Cypriconcha alba är en kräftdjursart som beskrevs av Dobbin 1941. Cypriconcha alba ingår i släktet Cypriconcha och familjen Cyprididae. Inga underarter finns listade i Catalogue of Life.